# مرحلة خروج المغلوب في دوري أبطال إفريقيا 2018
مرحلة خروج المغلوب في دوري أبطال أفريقيا 2018 ستقام في الفترة الممتدة ما بين 14 سبتمبر إلى 11 نوفمبر 2018، حيث ستتنافس ثمانية فرق في هذه المرحلة قصد التأهل للنهائي البطولة من أجل تحديد البطل.

## الفرق المتأهلة
تأهلت الفرق الأربع المتصدرة في دور المجموعات لربع النهائي.
| المجموعة | المتأهلين      | الوصيفين          |
| -------- | -------------- | ----------------- |
| أ        | الأهلي         | الترجي الرياضي    |
| ب        | مازيمبي        | وفاق سطيف         |
| ج        | الوداد الرياضي | نادي هورويا       |
| د        | النجم الساحلي  | بريميرو دي أغوستو |

## الجدول الزمني
تم برمجة جدول مباريات كل جولة على النحو التالي.
| الجولة      | مباراة الذهاب     | مباراة الإياب     |
| ----------- | ----------------- | ----------------- |
| ربع النهائي | 16-14 سبتمبر 2018 | 23-21 سبتمبر 2018 |
| نصف النهائي | 3-2 أكتوبر 2018   | 24-23 أكتوبر 2018 |
| النهائي     | 4-2 نوفمبر 2018   | 11-9 أكتوبر 2018  |

## النظام
في مرحلة خروج المغلوب، ثمانية فرق ستتنافس فيما بينها من أجل التأهل لنصف النهائي ومن ثم نهائي البطولة، حيث سيلعب كل فريق مباراتين واحد داخل دياره وأخرى في ديار الخصم، أما إذا كان مجموع النتيجتان بعد مباراة الإياب متعادلا فسيتم اللجوء إلى قانون الأهداف خارج الديار، وفي حالة ما كانت النتيجة متعادلة أيضا فحينها سيتم اللجوء إلى الوقت الاضافي ومن تم ركلات الجزاء الترجيحية والتي تُستخدم لفصل الفريق المتأهل من الفريق المقصي.
أزواج مرحلة خروج المغلوب تم تحديدها على النحو التالي:
| الجولة      | المباراة                                                                          |
| ----------- | --------------------------------------------------------------------------------- |
| ربع النهائي | - QF1 - QF2 - QF3 - QF4                                                           |
| نصف النهائي | - SF1: الفائز من QF1 مقابل الفائز في QF2 - SF2: الفائز من QF3 مقابل الفائز في QF4 |
| النهائي     | - الفائز من SF1 مقابل الفائز في SF2                                               |

## وصلات خارجية
- دوري أبطال أفريقيا عام 2018 على CAFonline.com